# Gant (entreprise)
Gant, écrit GANT, est une marque internationale de mode haut de gamme, dont le siège social est basé à Stockholm, en Suède. La société a été fondée en 1949 par Bernard Gantmacher aux États-Unis. Elle devient rapidement un acteur reconnu du marché du sportswear. 
La popularité de GANT se doit à la commercialisation au grand public des chemises à col boutonné. La société, réputée pour son innovation, a également conçu une patte de boutonnage primée ainsi que la célèbre patte d’accrochage au dos des chemises (« locker loop » en anglais).

## Histoire

### Famille Gant
En 1914 arrive à New York Bernard Gantmacher, un immigré ukrainien juif. Tout en étudiant en vue de devenir pharmacien, Gantmacher travaille dans un atelier de confection, sa tâche étant de coudre des cols de chemises. Quelques années plus tard, il rencontre celle qui allait devenir sa future femme, Rebecca Rose, une spécialiste des boutons et des boutonnières travaillant dans la même entreprise. Après le retour de Gantmacher du service militaire pendant la Première Guerre mondiale, le couple se marie et fonde la Par-Ex Shirt Company avec comme partenaire commercial Morris Shapiro. La société confectionne alors des chemises pour des marques telles que Brooks Brothers, J. Press et Manhattan. En 1927, l’entreprise est déplacée à New Haven, dans le Connecticut aux États-Unis. De l’union de Bernard Gantmacher et de Rebecca Rose naissent deux enfants, Marty et Elliot en 1921 et en 1926 respectivement, qui, une fois leurs études terminées à l’université du Connecticut décident de rejoindre l’entreprise familiale et persuadent leur père de créer sa propre marque de chemises. C’est en avril 1949 qu’est créée la marque GANT. À la suite de la mort de leur père en 1955, les frères Gant prennent les rênes de la société,,.
En 1968, les frères Gant brothers vendent la société à Consolidated Foods, mais continuent à y travailler. En 1971, la société crée sa première collection de vêtements de sport et lance en 1974 la marque Rugger. En 1979, GANT devient une filiale du fabricant de vêtements The Palm Beach Company,,.

### Trois suédois
En 1980, en Suède, Lennart Björk, Klas Käll et Staffan Wittmark créent Pyramid Sportswear et reçoivent l’autorisation de créer une collection sous la marque GANT, destinée au marché suédois. Ils développeront petit à petit la marque en Europe du Nord, puis dans le reste de l’Europe et le reste du monde. GANT fait son entrée sur le marché international lorsque Pyramid Sportswear de Suède reçoit l’autorisation de créer et de vendre des produits de la marque Gant en dehors des États-Unis. L’entreprise avance et en 1989 ils ouvrent la première boutique dédiée à Stockholm. Au départ, Pyramid ne peut vendre la marque GANT qu’en Suède, mais la marque se développe rapidement à l’international. En 1995, Phillips-Van Heusen rachète la marque GANT aux États-Unis à un fabricant de vêtement de sport en faillite, Crystal Brands, Inc. En 1997, GANT ouvre les portes de son premier magasin aux États-Unis. En 1999, Phillips-Van Heusen finit par vendre ses opérations GANT à la société suédoise Pyramid Sportswear pour 71 millions de dollars,,,.

## L’entreprise
Avec l’acquisition par Pyramid Sportswear, qui devient alors Gant Pyramid Aktiebolag, GANT se convertit en une marque de renommée mondiale. Au printemps 2006, GANT devient une société publique et rentre à la bourse de Stockholm jusqu’à ce qu’elle soit radiée de la cote le 20 mars 2008 lorsque le groupe de distribution suisse Maus Frères en fait l’acquisition,. En novembre 2010, GANT retourne à New Haven et y ouvre une boutique. 

## Activités
La marque GANT est présente dans 70 pays et ses produits sont disponibles dans 4 000 points de vente sélectionnés et dans 583 boutiques GANT du monde entier. Les collections "House of GANT" sont divisées en trois lignes de vêtements : GANT, GANT Diamond G, et GANT Rugger.